# Guillermo García Janeiro
Pour les articles homonymes, voir Guillermo García et García.
García  Janeiro est un nom espagnol. Le premier nom de famille, en général paternel, est García ; le second, en général maternel, souvent omis, est Janeiro.
Guillermo García Janeiro,, né le 24 décembre 1999 à Pontevedra, est un coureur cycliste espagnol.

## Biographie
Guillermo García est originaire de Pontevedra, en Galice. Il commence le cyclisme au Club Ciclista Corbelo, situé à Sanxenxo.
En 2015, il se classe deuxième du championnat d'Espagne du contre-la-montre cadets (moins de 17 ans). En 2017, il devient champion d'Espagne du contre-la-montre juniors (moins de 19 ans). Il est également sélectionné en équipe nationale pour disputer les championnats du monde de Norvège.
Lors de la saison 2018, il s'impose notamment sur le championnat de Galice du contre-la-montre espoir (moins de 23 ans). Il passe ensuite professionnel durant l'été 2021 au sein de l'équipe continentale Efapel, qui évolue sous licence portugaise. L'année suivante, il rejoint la formation Rádio Popular-Paredes-Boavista.

## Palmarès et résultats

### Palmarès par année
- 2015
  - 2e du championnat d'Espagne du contre-la-montre cadets
- 2017
  -  Champion d'Espagne du contre-la-montre juniors
  - 2e du Circuito Guadiana juniors
- 2018
  - Champion de Galice du contre-la-montre espoirs
  - Champion de Galice du contre-la-montre par équipes
  - Grand Prix de la ville de Vigo
  - 1re étape du Tour de Galice (contre-la-montre par équipes)
- 2019
  - 2e du Grand Prix de la ville de Vigo II

### Classements mondiaux
| Année                                 | 2018  |
| ------------------------------------- | ----- |
| Classement mondial                    | 2969e |
| UCI Europe Tour                       | 1975e |
|                                       |       |
| Légende : nc = non classéSource : UCI |       |